# 小湖
小湖是一个位于中国内蒙古自治区伊克昭盟的时令湖，面积约为2.08平方千米，属于蒙新高原区。它的一级流域为内流区诸河，二级流域为鄂尔多斯内流区。